# Manuel González Chaparro
El comerciante Manuel González Chaparro fue uno de los primeros españoles que descubrieron la enorme rentabilidad que proporcionaba el comercio indiano.

## Biografía
El comerciante Manuel González Chaparro, nació en Valencia de Alcántara en 1559 y era hijo de Francisco Sánchez Chaparro y de Juana González. Llegaba a Chile en 1586 y se avecindaba en Santiago de Chile, alternando esporádicas  labores castrenses con la ocupación de comerciante. Después de montar su negocio de importación y estabilizarse en aquella ciudad, en 1597 se casaba con Ursula Gómez de Vargas.
Como dato curioso hay que reflejar, respecto al compromiso previo del matrimonio, que era firmado entre la madre de la novia doña Catalina Gómez de Vargas y González Chaparro, éste prometía darle arras a su esposa por valor de 300 pesos de oro, ya que su capital entonces ascendía a más de 1300 pesos de oro, que era el valor de unas casas que tenía junto al convento de la Merced y de unos solares que poseía en Angol.

## Comercio y piratería marítima
En un poder notarial fechado en Santiago de Chile, Manuel González Chaparro, aparece como «carretero de la mar», puesto que sus actividades comerciales estaban orientadas a recibir variadas mercancías y géneros en el puerto de Valparaíso y transportarlas hasta los almacenes de Santiago, desde donde las distribuía a los comerciantes santiaguinos para abastecer las necesidades de la población.
Durante los siglos XVI y XVII, la plaga de la piratería europea era uno de los quebraderos de cabeza más significativos que preocupaban a los pobladores de las costas americanas. Los desalmados piratas, en sus incursiones de rapiña, no respetaban vidas ni haciendas y actuaban con el mayor descaro y la más absoluta impunidad, ya que cuando llegaban a un poblado costero, saqueaban las casas, quemaban las naves ancladas en su bahía, asesinaban a las tripulaciones y artillaban las defensas de la ciudad. Los piratas ingleses Francis Drake, Thomas Cavendish, Richard Hawkins y sus émulos holandeses Dirick Gerritz, Oliver de Noort y Jorge Spilbergen, fueron los más sobresalientes en esa época.
Por motivos de un fuerte temporal, a finales de 1599 llegaba un barco pirata a la costa chilena y aprovechando la arribada decidieron saquear la ciudad costera de Valparaíso. Enteradas las autoridades de Santiago, organizaban el ataque para repeler a los piratas que habían llegado al mando de Dirick Gerritz y se encontraban en el puerto de Valparaíso. Organizada la defensa por parte española, en aquel entonces se encargaba a un pelotón dirigido por González Chaparro que tuvo éxito en su cometido y consiguió poner en fuga a los piratas. En otras ocasiones tendría que repetir la hazaña por parecidos motivos.

## Encomendero y cabildante
En su condición de acaudalado comerciante, González Chaparro, además de sus negocios de importación, disfrutaba de rentables encomiendas de indios en Cuyo, donde tenía ganados, viñedos y sembradíos; también poseía una extensa estancia en Mallarauco, y otras tierras en La Chimba, heredad cercana a Santiago que las había comprado a los antiguos dueños, donde tenía molinos y unas instalaciones industriales para el curtido de pieles.
Por sus cualidades personales y su situación económica, González Chaparro se había convertido en influyente y .respetado ciudadano en la sociedad de Santiago. Era además regidor del Cabildo de Santiago; en 1613 era nombrado alcalde de la Santa Hermandad y en 1615 lo nombraron capitán de la Compañía de Comercio
En su matrimonio con doña Ursula Gómez de Vargas, tuvieron 9 hijos, entre ellos 3 religiosos (Pedro, Sebastián, Manuel, Juan, Francisco, Diego, Lorenzo, Constanza, y Juana). Manuel González Chaparro moría en Santiago de Chile en 1618.